# آنتونیای کوچک
آنتونیای کوچک (انگلیسی: Antonia Minor؛ ۳۱ ژانویه ۳۶ پیش از میلاد – ۱ مه ۳۷ میلادی (سن ۷۲)) آریستوکرات اهل روم باستان بود. او دختر کوچکتر از دو دختر بازمانده مارک آنتونی و اکتاویای کوچک بود.